# 694

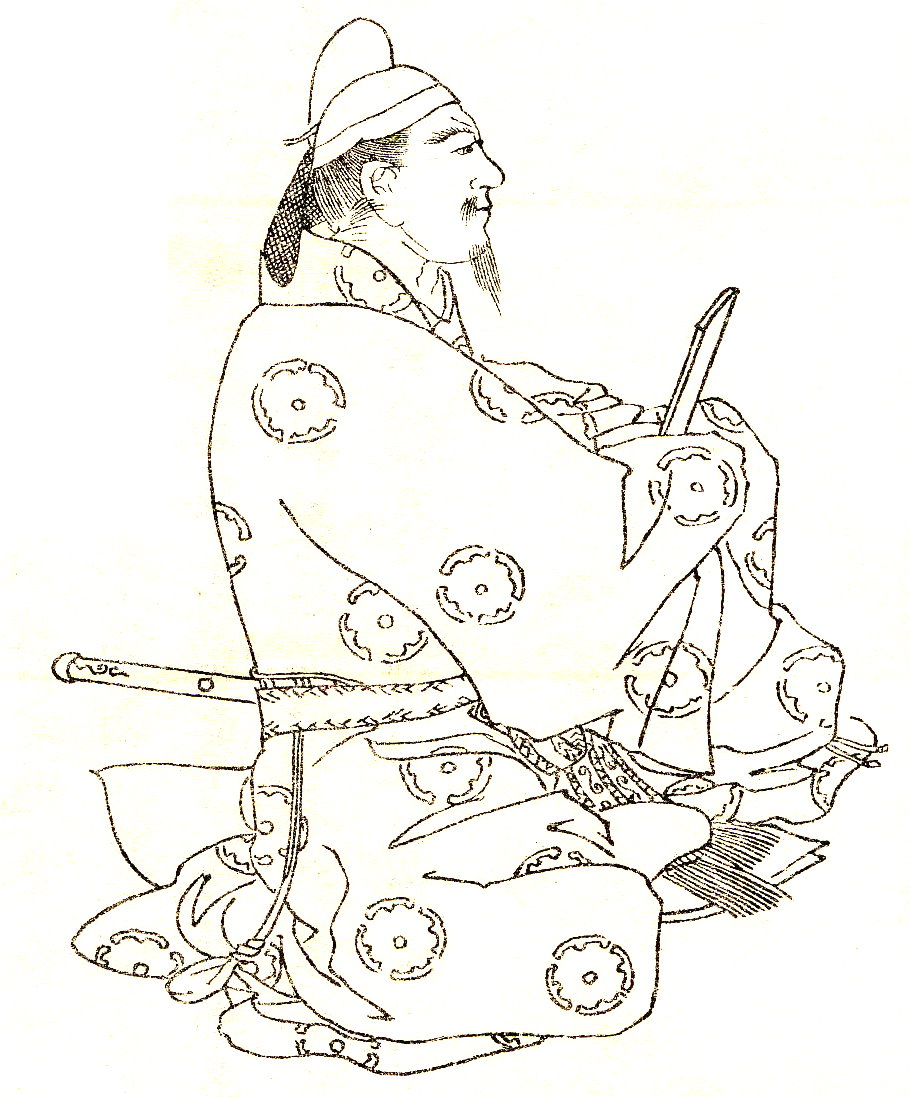
Fujiwara no Umakai (694-737)

Het jaar 694 is het 94e jaar in de 7e eeuw volgens de christelijke jaartelling.

## Gebeurtenissen

### Byzantijnse Rijk
- Keizer Justinianus II hervormt de belastingwetgeving (Boerenwet), waarbij de landeigenaren verplicht worden om de staatskas te betalen.

### Brittannië
- Koning Ine van Wessex valt het Angelsaksische koninkrijk Kent binnen en eist schatting voor de plunderingen op zijn grondgebied.

### Azië
- Keizerin Jitō (weduwe van keizer Tenmu) verplaatst haar residentie naar Fujiwara-kyō en sticht de eerste hoofdstad van Japan.
- In China wordt een kolom, genaamd "As van de Wereld", van 30 meter hoog en 3,60 meter omtrek opgericht. (waarschijnlijke datum)

## Religie
- Het manicheïsme (religie uit het oude Perzië) wordt in het Chinese Keizerrijk geïntroduceerd. (waarschijnlijke datum)

## Geboren
- Eucherius, bisschop van Orléans (waarschijnlijke datum)
- Fujiwara no Umakai, Japans politicus (overleden 737)
- Přemysl de Ploeger, stichter van de Přemysliden-dynastie (overleden 745)